# Liste der denkmalgeschützten Objekte in Kaltenbach (Tirol)
Die Liste der denkmalgeschützten Objekte in Kaltenbach enthält die 4 denkmalgeschützten, unbeweglichen Objekte der Tiroler Gemeinde Kaltenbach.

## Denkmäler
| Foto |                 | Denkmal                                                                     | Standort                                            | Beschreibung | Metadaten |
| ---- | --------------- | --------------------------------------------------------------------------- | --------------------------------------------------- | --- | --- |
| ja   | Datei hochladen | Kapelle Mariä Heimsuchung HERIS-ID: 55623 Objekt-ID: 64353 TKK: 15178       | gegenüber Dorfstraße 14 Standort KG: Kaltenbach     | Die Kapelle Mariä Heimsuchung wurde nach dem Zweiten Weltkrieg knapp unterhalb einer seit 1650 bestehenden, schon recht verfallenen Kapelle gleichen Namens auf der rechten Seite des Kaltenbachs errichtet und 1948 fertiggestellt. Die zum Teil mehrere Jahrhunderte alten Bilder und Statuen aus der alten Kapelle wurden restauriert und übernommen. Die älteste der meist auf Holz gemalten Votivtafeln ist mit 1670 datiert, die jüngsten reichen bis zu Beginn des 20. Jahrhunderts. Die Statue des hl. Josef stammt aus der Zeit um 1750, die Mondsichelmadonna um 1770. Die Figurengruppe Maria Heimsuchung schuf Hans Mauracher 1951. 1976 schuf Hans Rieser das Kriegerdenkmal und ein Sgraffito Marias im Kreuzgang. | BDA-Hist.: Q38066753 Status: § 2a Stand der BDA-Liste: 2025-06-30 Name: Kapelle Maria Heimsuchung GstNr.: .346 Kapelle Mariä Heimsuchung, Kaltenbach |
| ja   | Datei hochladen | Kriegerdenkmal, Weinende Mutter HERIS-ID: 80760 Objekt-ID: 94506 TKK: 15181 | gegenüber Dorfstraße 14 Standort KG: Kaltenbach     | Das Kriegerdenkmal wurde 1976 an der Ostseite der Marienkapelle vom Bildhauer Hans Rieser aus Hippach gestaltet. Vor dem Schoß einer weinenden Mutter schwebt frei liegend ihr Sohn. Die beiden Gestalten bilden ein Kreuz. | BDA-Hist.: Q38174469 Status: § 2a Stand der BDA-Liste: 2025-06-30 Name: Kriegerdenkmal, Weinende Mutter GstNr.: 1216 War memorial, Kaltenbach        |
| ja   | Datei hochladen | Bauhof Gemeinde Kaltenbach HERIS-ID: 80764 Objekt-ID: 94510 TKK: 15172      | Lochstraße 4 Standort KG: Kaltenbach                | Der heute als Bauhof der Gemeinde genutzte Einhof stammt im Kern aus dem 18. Jahrhundert und wurde Mitte des 20. Jahrhunderts umgebaut. Das zweigeschoßige Haus über Eckflurgrundriss mit Satteldach ist fast zur Gänze als Kantblockbau gezimmert. Im Westen befindet sich ein teilweise abgebrochener, ehemals einseitig umlaufender Obergeschoßsöller, darüber ein kleiner Giebelsöller. Besonders bemerkenswert sind die geschnitzten, bemalten Pfetten sowie die davor angebrachten Kopfbretter. Traufseitig im Osten ist eine hölzerne Garage mit Pultdach angebaut. Das rückwärts anschließende Wirtschaftsgebäude ist zur Gänze in Blockbauweise gezimmert. Anmerkung: Im Mai 2009 gibt der Gemeinderat eine fachliche Stellungnahme in Auftrag, um geeignete Argumente für die Aufhebung des Denkmalschutzes am Bauhof Schneider zu erarbeiten. | BDA-Hist.: Q38174493 Status: § 2a Stand der BDA-Liste: 2025-06-30 Name: Bauhof Gemeinde Kaltenbach GstNr.: 1196 Bauhof Kaltenbach                    |
| ja   | Datei hochladen | Wöscherkapelle HERIS-ID: 80759 Objekt-ID: 94505 TKK: 15179                  | nördlich Wöschergartenweg 1 Standort KG: Kaltenbach | Die Kapelle am Weg von Kaltenbach nach Ried stammt aus der ersten Hälfte des 19. Jahrhunderts. Zu Fronleichnam wird bei ihr ein Prozessionsaltar aufgestellt. Die offene, bildstockartige, gemauerte Kapelle mit Satteldach ist giebelseitig durch eine Rundbogennische geöffnet, darin befindet sich ein großes geschnitztes Kruzifix. | BDA-Hist.: Q38174458 Status: § 2a Stand der BDA-Liste: 2025-06-30 Name: Wöscherkapelle GstNr.: 1119                                                  |